# أحمد محمد موسى
أحمد محمد موسى لاعب كرة قدم قطري دولي كان يجيد اللعب في خط الوسط. شارك مع منتخب قطر في كأس آسيا 2004.
لعب لأندية الوكرة و الريان و السيلية و الأهلي .